# Verónica Jaspeado
Verónica Jaspeado Martínez (Puebla, 6 de setembro de 1976) é uma atriz, cantora e modelo mexicana.
É conhecida no Brasil por interpretar Josefina Valverde em O Que a Vida me Roubou e Joana Durán em La Desalmada.

## Filmografia

### Telenovelas
| Ano       | Título                   | Personagem                                                                                   |
| --------- | ------------------------ | -------------------------------------------------------------------------------------------- |
| 2024      | El precio de amarte      | Roseta Saldívar                                                                              |
| 2022      | La herencia              | Bertha Restrepo                                                                              |
| 2021      | La desalmada             | Juana Durán                                                                                  |
| 2017-2018 | Papá a toda madre        | Verónica Valencia de Barrientos                                                              |
| 2016-2017 | Vino el amor             | Sonia Ortiz                                                                                  |
| 2013-2014 | Lo que la vida me robó   | Josefina "Fininha" Valverde / Josefina Valverde de Arguelles / Josefina Valverde de Mendonça |
| 2012      | Miss XV                  | Margarita Ramona "Magos" Contreras                                                           |
| 2009      | Verano de amor           | Greta                                                                                        |
| 2008-2009 | Un gancho al corazón     | Ximena Sermeño                                                                               |
| 2004      | Amarte es mi pecado      | Mirta Fernández                                                                              |
| 2002      | La otra                  | Apolonia Portugal                                                                            |
| 2001      | El derecho de nacer      | Teté Puk de la Reguera                                                                       |
| 1999      | DKDA: Sueños de juventud | Camila Saldívar                                                                              |

### Programas
- Mujeres asesinas (2008) - Claudia
- Amor mío (2006-07) - Vera Esmeralda
- Casting, busco fama (2003)
- Mujer, casos de la vida real (2001-02)

### Cinema
- Cars 3 (2017) - Cruz Ramírez (dublagem ao espanhol latino)
- Itinerario de una pasión (2015) - Lichita
- El cielo en tu mirada (2012) - Modista
- Todas mías (2011) - Eugenia
- Bolt (2008) - Mittens (dublagem ao espanhol latino)
- Eros una vez María (2007) - María Playa

### Teatro
- Tacones rotos (2013) - Laura
- Una pareja con Ángel (2006)
- Anastasia, el musical (1999)